# Chordodasys riedli
Chordodasys riedli är en djurart som tillhör fylumet bukhårsdjur, och som beskrevs av Schöpfer-Sterrer 1969. Chordodasys riedli ingår i släktet Chordodasys och familjen Chordodasyidae. Inga underarter finns listade i Catalogue of Life.